# Parafia św. Katarzyny i Najświętszego Serca Jezusowego w Koszutach
Parafia św. Katarzyny i Najświętszego Serca Jezusowego w Koszutach – parafia rzymskokatolicka, znajdująca się w archidiecezji poznańskiej, w dekanacie kórnickim.